# VinylDisc

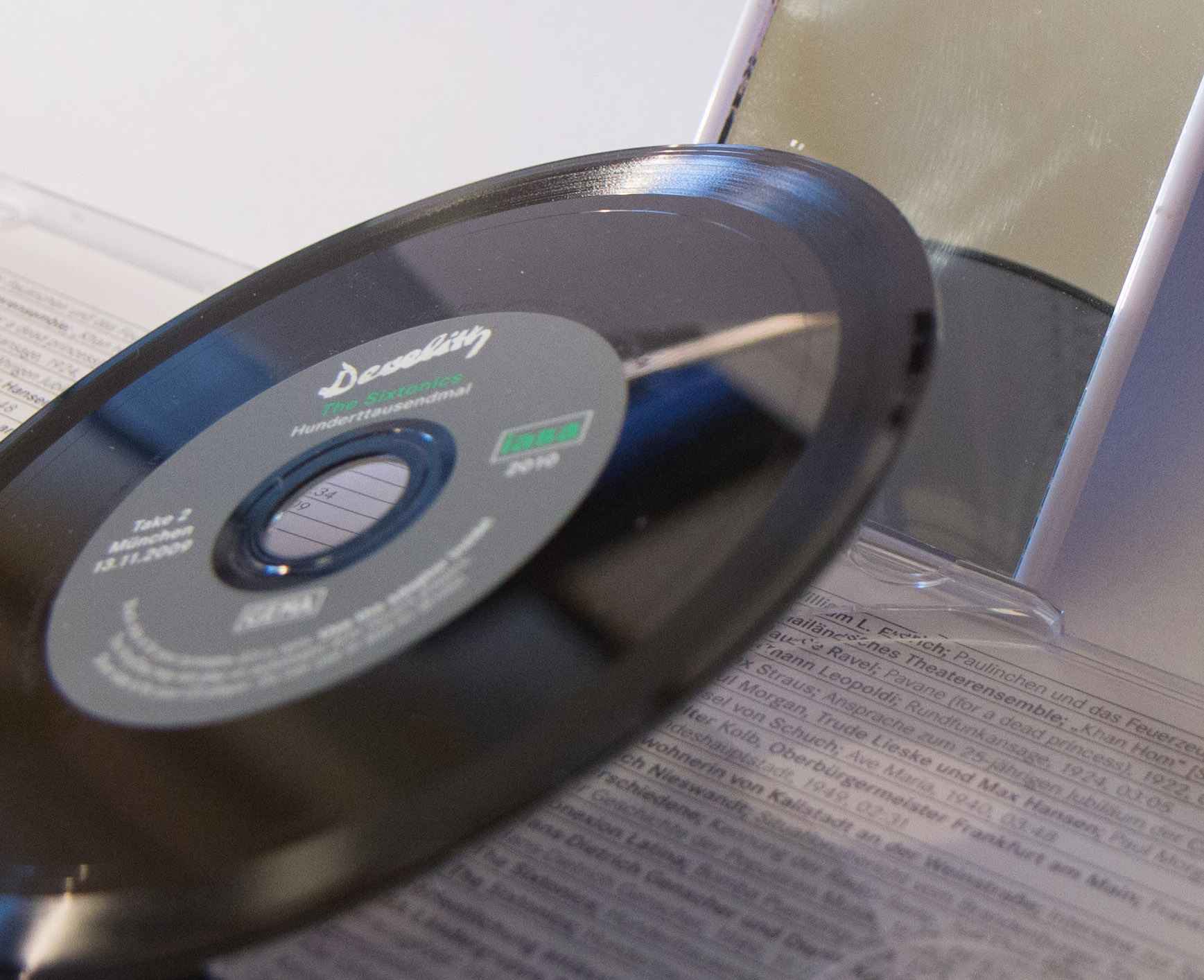
Beispiel einer VinylDisc: Vorne die abspielbare Schallplattenrille; im Spiegel die CD (IASA Jubiläums Ausgabe)

Die VinylDisc ist ein hybrider zweiseitiger Tonträger. Sie besteht aus einer herkömmlichen digitalen CD oder DVD mit einer Schicht Polyvinylchlorid als analoge Vinyl-Schallplatte, die aufgrund der auf die CD/DVD reduzierten Größe nur bis zu 3,5 Minuten analogen Ton bei einer Drehzahl von 33⅓ min−1 wiedergeben kann. VinylDisc wurde von der deutschen Firma Optimal Media Production (inzwischen optimal media GmbH) entwickelt und kann auf herkömmlichen Geräten abgespielt werden. Schallplattenspieler mit Automatik kennen die Größe der CD nicht.
Beispiele von Singles, die bereits in diesem Hybrid-Format veröffentlicht wurden, sind  Paramores Misery Business, The Mars Voltas Coverversion von Pink Floyds Candy and a Currant Bun und Fightstars Deathcar, die angeblich eine limitierte Auflage von 3000 Exemplaren hatten. Um dieses neue Format bei seiner Vorstellung im September 2007 zu promoten, erhielten Besucher der Popkomm eine VinylDisc mit Musik von Jazzanova.